# Sota Arveladze
Sota Arveladze (grúzul: შოთა არველაძე; Tbiliszi, 1973. február 22. –) grúz válogatott labdarúgó, csatár.
Arveladze pályafutása során a Dinamo Tbiliszi, a Trabzonspor, az Ajax, a Glasgow Rangers és az AZ Alkmaar játékosa is volt.
Ő a grúz labdarúgás legeredményesebb játékosa. 410 bajnoki mérkőzéseiben 291 gólt szerzett klubcsapataiban, a grúz válogatottban pedig 61 találkozón 26 alkalommal talált az ellenfelek kapujába.
Az UEFA-kupa, később Európa-liga történetében szerzett 27 góljával az ötödik legeredményesebb játékos a kupasorozat történetében.

## Pályafutása

### Klubcsapatban
Pályafutását szülővárosának csapatában, a Dinamo Tbilisziben kezdte, és négy bajnoki címet valamint kupagyőzelmet ünnepelhetett a klub játékosaként. 1993 és 1997 között a török Trabzonspor játékosa volt. Az 1995-96-os szezonban ő lett a bajnokság gólkirálya, Tarik Hodžić után második nem török játékosként a bajnokság történetében.

### Ajax Amszterdam
1997 nyarán aláírt a holland Ajax Amszterdamhoz.  1997. augusztus 15-én a brazil Grêmio elleni barátságos találkozón mutatkozott be a csapatban. Gólt lőtt a találkozón, miközben órákkal a mérkőzés előtt felesége, Tamuna világra hozta első gyermeküket, Giorgit. Itt kötött szoros barátságot Ronald de Boerral.
Bajnoki mérkőzésen a Vitesse ellen játszott a csapatban először, ahol Gerald Sibon helyett állt be csereként és ő szerezte a csapat negyedik gólját. Első idényében 31 mérkőzésen 25 gólt szerzett. Az UEFA-kupa 1997-98-as kiírásában nyolc találkozón hétszer volt eredményes, az NK Maribor ellen pedig mesterhármast szerzett. Az Ajax a negyeddöntőben az orosz FK Szpartak Moszkva ellen esett ki a sorozatból.  Ebben a szezonban kétszer is pályára lépett a NAC Bredában játszó testvére, Archil Arveladze ellen, amit később pályafutása egyik legemlékezetesebb pillanataként említett. 1998 nyarától gyerekkori barátjával, Georgi Kinkladzével is együtt játszhatott itt, miután a középpályás ötmillió fontért a hollandokhoz igazolt a Manchester City csapatától.

### Rangers
Arveladze 2001-ben csatlakozott a skót Glasgow Rangers csapatához. Első szezonjában tizenhét gólt szerzett, ebből tizenegyet a bajnokságban. Csak harminc tétmérkőzésen szerepelt az idényben, mert a Skót Kupa negyeddöntőjében a Forfar Athletic ellen súlyos sérülést szenvedett. Az idény végén kupagyőztes lett, a döntőben Claudio Caniggia cseréjeként állt be. A következő évad volt a legsikeresebb Arveladze pályafutásában. A Skót Ligakupa döntőjében a nagy rivális Celticet győzték le, a Skót Kupában pedig a Dundee FC ellen diadalmaskodtak a döntőben. Arveladze két honfitársával, Giorgi Nemsadzével és Zurab Hizanisvilivel is együtt játszott ebben az időszakban csapatában. 2005 májusában Arveladze kijelentette, hogy a szezon végén elhagyja a klubot, miután állítása szerint Angliából, Németországból, Hollandiából és Törökországból is érdeklődtek iránta. A Rangersnél töltött ideje alatt beceneve Mr. Bean volt, mert csapattársai szerint hasonlított a karaktert alakító Rowan Atkinsonra.

### AZ Alkmaar
A 2005-06-os szezon kezdete előtt kétéves szerződést írt alá az AZ Alkmaarhoz. Louis van Gaal irányítása alatt Arveladze  a csapat egyik kulcsjátékosa lett. 22 gólt szerzett a szezonban, csupán a 33 találatot szerző Klaas-Jan Huntelaar volt eredményesebb nála. Az UEFA-kupában hat mérkőzésen két gólt szerzett és két gólpasszt adott. A következő szezon előtt Denny Landzaat és Joris Mathijsen eligazoltak a csapattól, így Arveladze lett a csapatkapitány. Van Gaal egy interjúban fontosságát és tudását tekintve Danny Blind és Frank Rijkaardhoz hasonlította a grúz játékost. Az Alkmaarban 89 tétmérkőzésen 48 gólt szerzett. 

### Levante
2007 júliusában egy évre aláírt a spanyol élvonalban szereplő Levantéhoz. A nyári felkészülés alatt megsérült és tíz hónapos kihagyásra kényszerült. 2008 áprilisában jelentette be, hogy az idény végén visszavonul. Utolsó mérkőzését a Real Madrid ellen játszotta a Santiago Bernabéu stadionban.

### A válogatottban
Sota Arveladze a grúz válogatott történetének legeredményesebb játékosa. A nemzeti csapatban 1992-ben mutatkozott be és 2007-ig 61 alkalommal viselte a címeres mezt, ez idő alatt pedig 26 alkalommal volt eredményes.

### Edzőként
Miután befejezte pályafutását, Arveladze 2008 januárjában az AZ Alkmaar szakmai stábjának tagja lett, ahol Louis van Gaal munkáját segítette. A 2010-11-es szezonban a török Kayserispor vezetőedzője volt. 2012 és 2015 között az isztambuli Kasımpaşa csapatát irányította.
2015. július 3-án kinevezték a Trabzonspor élére, de novemberben a gyenge eredmények miatt lemondott posztjáról. 2016 júniusában az izraeli Makkabi Tel-Aviv vezetőedzője lett, de a gyenge eredmények miatt a szezon közepén menesztették. 

## Sikerei, díjai

### Klub
Dinamo Tbiliszi
- Grúz bajnok (4): 1990–91, 1991–92, 1992–93, 1993–94
- Grúz kupagyőztes (4): 1990–91, 1991–92, 1992–93, 1993–94

Trabzonspor
- Török kupagyőztes (1): 1994–95
- Török Szuperkupa-győztes (1): 1995[27]

Ajax
- Holland bajnok (1): 1997–98
- Holland kupagyőztes (2): 1997–98, 1998–99

Rangers
- Skót bajnok (2): 2002–03, 2004–05
- Skót Ligakupa-győztes (1): 2002–03
- Skót kupagyőztes (2): 2001–02, 2002–03

### Egyéni elismerés
- A Török Kupa gólkirálya (1): 1994–95
- A török bajnokság gólkirálya (1): 1995–96
- A hónap játékosa a skót Premier League-ben (1): 2003 szeptember
- Az év grúz labdarúgója (3): 1994, 1998, 2007